# Dioscoreaceae
Le Dioscoreacee (Dioscoreaceae R.Br., 1810) sono una famiglia di piante monocotiledoni, che comprende oltre 600 specie di piante rampicanti erbacee o arbustive, localizzate principalmente in regioni tropicali; da questi si distinguono pochi rappresentanti della flora europea come  Dioscorea communis.

## Descrizione
Sono tutte piante con radici rizomatose o tuberose, foglie alterne, spesso cordate o sagittate, e nervature reticolate. I fiori, piccoli e generalmente dioici, sono riuniti in spighe o racemi. Il frutto è una capsula o una bacca.
Il loro aspetto è molto insolito quindi spesso sono coltivate come piante ornamentali. solo alcune hanno dei tuberi commestibili.

## Tassonomia
La famiglia comprende i seguenti generi:
- Dioscorea Plum. ex L.
- Stenomeris Planch.
- Tacca J.R.Forst. & G.Forst.
- Trichopus Gaertn.

## Usi
Il loro nome è legato a Dioscoride Pedanio di Anazarbo, botanico della Cilicia vissuto nell'impero romano ai tempi di Nerone.
Nelle loro radici sono state rintracciate delle sostanze della classe delle saponine. Nel caso della Dioscorea spiculiflora, le saponine sono a base di diosgenina, che è diventata un'importante materia prima per la realizzazione di ormoni sessuali.. I tuberi vengono raccolti dopo due o tre anni dalla semina, quando hanno raggiunto dimensioni sufficienti, in essi la diosgenina è presente in forma eterosidica.